# Limbi frizone

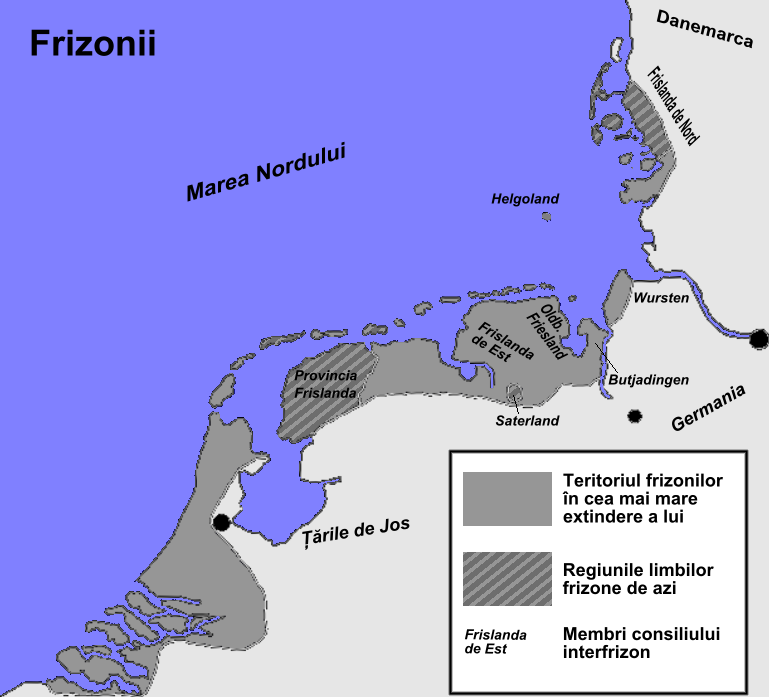
Teritoriul frizonilor

Limbile frizone (sau friziane) formează un grup de trei limbi germanice, divizate în mai multe dialecte, vorbite de mici grupuri etnice din partea de nord-vest a Europei, cu precădere în Țările de Jos și Germania. Cele trei limbi sunt: frizona occidentală (Frysk), frizona nordică (Frasch, Fresk, Freesk și Friisk, în funcție de dialect) și frizona orientală (Fräisch).
Gradul de inteligibilitate reciprocă a limbilor frizone este mic, ceea ce face ca majoritatea lingviștilor să le considere limbi distincte. Fiecare dintre cele trei limbi se divide într-un număr de dialecte, unele dispărute azi, care la rîndul au în multe cazuri un grad redus de inteligibilitate reciprocă.
O mare parte din vorbitori, în jur de 400.000, trăiesc în provincia Fryslân din Țările de Jos unde se vorbește limba frizonă occidentală, care are în Țările de Jos statut de limbă oficială alături de limba neerlandeză. Circa 10.000 de vorbitori de frizonă nordică trăiesc în landul Schleswig-Holstein din Germania. Frizona orientală este vorbită în Germania, Saxonia Inferioară, de circa 2000 de oameni.
Urmare a originii comune și a apropierii geografice, limbile frizone se aseamănă cu limbile neerlandeză, daneză și germană. De asemenea, datorită faptului că engleza veche și frizona veche erau înrudite foarte îndeaproape, engleza și frizona de azi păstrează o parte din această asemănare; astfel, cu excepția limbii scots, cea mai apropiată limbă de engleză este frizona. Totuși, în urma evoluției separate de-a lungul secolelor, gradul de inteligibilitate reciprocă între cele două a scăzut foarte mult și nu permite comunicarea.

## Eșantion
Iată rugăciunea „Tatăl nostru” în limba frizonă occidentală:
Us Heit, dy't yn de himelen is
jins namme wurde hillige.
Jins keninkryk komme.
Jins wollen barre,
allyk yn 'e himel
sa ek op ierde.
Jou ús hjoed ús deistich brea.
En ferjou ús ús skulden,
allyk ek wy ferjouwe ús skuldners.
En lied ús net yn fersiking,
mar ferlos ús fan 'e kweade.
[Want Jowes is it keninkryk en de krêft
en de hearlikheid oant yn ivichheid.] Amen.